# Шеррилл, Патрик Генри
Патрик Генри Шеррилл (англ. Patrick Henry Sherrill, 13 ноября 1941 — 20 августа 1986) — работник Почтовой службы США. 20 августа 1986 года в городе Эдмонд, штат Оклахома, на своём рабочем месте из двух пистолетов 45-го калибра и револьвера 22-го калибра он убил четырнадцать сослуживцев и ранил ещё шестерых, после чего покончил с собой выстрелом в лоб.

## Личность убийцы
Патрику Шерриллу было 44 года, он был холост, работал разносчиком почты по схеме частичной трудовой занятости. Он допускал ошибки при доставке корреспонденций, доставлял почту с опозданием на несколько дней. Накануне трагедии недовольные его работой клиенты позвонили в почтовое отделение, и 19 августа 1986 года Патрик был вызван в кабинет для беседы с двумя контролёрами, которые сделали ему выговор.
Во второй половине дня Шеррилл имел разговор с женщиной-клерком, с которой у него установились хорошие отношения (в то время как остальные сослуживцы игнорировали его, или докучали). Патрик спросил её, собирается ли она на следующий день выйти на работу, и женщина ответила утвердительно, на что Шеррилл посоветовал ей остаться дома.

## Трагедия
Патрик Шеррилл начал убийства с одного из контролёров, с которыми у него накануне состоялся неприятный разговор. Второй контролёр в этот день проспал и пришёл на работу на час позже, благодаря чему не пострадал. Вероятно, Шерилл решил, что контролёр не появится на работе, и не стал его дожидаться. На то, чтобы убить 14 человек, ранить шестерых и покончить с собой, у него ушло 15-20 минут. Некоторые из раненых выжили потому, что после первых ранений притворились мёртвыми.

## Список жертв
- Патрисия Энн Чемберс (Patricia Ann Chambers), 41 год, клерк с частичной занятостью
- Джуди Стивенс Денни (Judy Stephens Denney), 41 год, клерк с частичной занятостью
- Ричард С. Эссер - младший (Richard C. Esser Jr.), 38 лет, контролёр
- Патрисия А. Гэббард (Patricia A. Gabbard), 47 лет, клерк
- Джонна Грегерт Хэмилтон (Jonna Gragert Hamilton), 30 лет, клерк
- Пэтти Джин Хазбенд (Patty Jean Husband), 48 лет, контролёр
- Бэтти Энн Джеррид (Betty Ann Jarred), 34 года, клерк
- Уильям Ф. Миллер (William F. Miller), 30 лет, сельский почтальон
- Кеннет У. Мори (Kenneth W. Morey), 49 лет, сельский почтальон
- Лерой Оррин Филлипс (Leroy Orrin Phillips), 42 года, сельский почтальон
- Джерри Ральф Пайл (Jerry Ralph Pyle), 51 год, сельский почтальон
- Пол Майкл Рокне (Paul Michael Rockne), 33 года, почтальон
- Томас Уэйд Шейдер - младший (Thomas Wade Shader Jr.), 31 год, клерк с частичной занятостью
- Пэтти Лу Уэлч (Patti Lou Welch), 27 лет, клерк

## Going postal
Данный инцидент, вкупе с серией массовых убийств, устроенных служащими почты США в период с 1986 по 1997 год, породил американскую идиому «going postal», служащую для общего обозначения случаев внезапной беспричинной и неконтролируемой агрессии по отношению к сослуживцам.